# Schenkelia benoiti
Schenkelia benoiti is een spinnensoort in de taxonomische indeling van de springspinnen (Salticidae).
Het dier behoort tot het geslacht Schenkelia. De wetenschappelijke naam van de soort werd voor het eerst geldig gepubliceerd in 1975 door Fred R. Wanless & Clark.